# Moto Club de São Luís
|  | No s'ha de confondre amb Moto Esporte Clube. |

El Moto Club de São Luís és un club de futbol brasiler de la ciutat de São Luís a l'estat de Maranhão.

## Història
El club va ser fundat el 13 de setembre de 1937 amb el nom Ciclo Moto. Inicialment el club competí en competicions de motociclisme. El 1938 inicià la secció de futbol. De 1948 a 1955, el Moto Club guanyà set campionats estatals consecutius.

## Palmarès
- Campionat maranhense:
  - 1944, 1945, 1946, 1947, 1948, 1949, 1950, 1955, 1959, 1960, 1966, 1967, 1968, 1974, 1977, 1981, 1982, 1983, 1989, 2000, 2001, 2004, 2006, 2008
- Taça Cidade de São Luís: 
  - 2003